# Luis Trochón

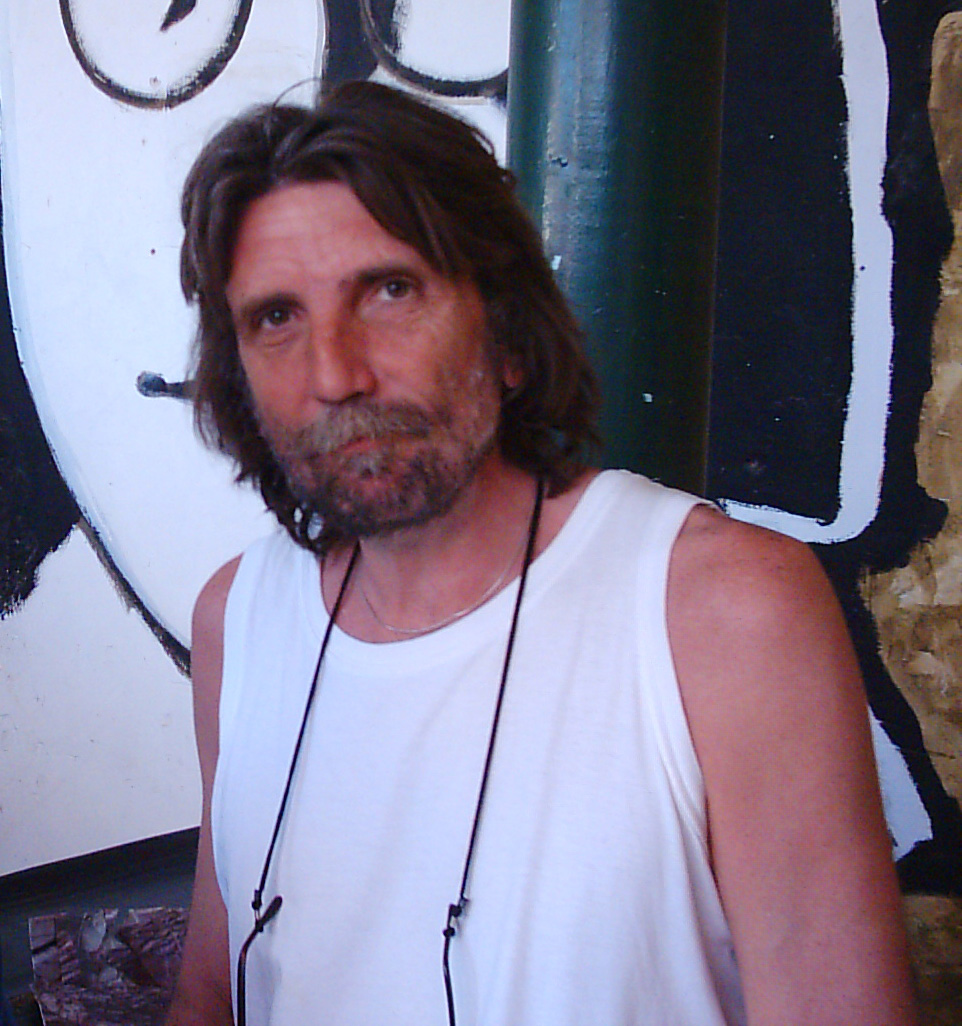
Luis Trochón

Luis Trochón (* 24. November 1956 in Montevideo; † 3. März 2020 ebenda) war ein uruguayischer Sänger, Komponist, Dozent und Theaterregisseur.

## Leben
Trochón startete im Jahre 1975 seine Solo-Karriere, nachdem er seine musikalische Ausbildung zuvor unter anderem bei Héctor Tosar, Coriún Aharonián, Inés Bayerthal, Graciela Paraskevaídis, Roberto Fontana, Ramiro Agriel und Nelly Pacheco absolviert hatte. 1977 war er Mitbegründer der Gruppe Los que Iban Cantando gemeinsam mit Jorge Lazaroff, Jorge Bonaldi und Jorge Di Pólito. Ab 1978 war er auch als Dozent im Bereich der Populär-Musik (música popular) für Schauspieler und Musical-Darsteller tätig. 1983 gründete er sowohl die Taller Uruguayo de Música Popular (TUMP) als auch die Talleres Latinoamericanos de Música Popular. Bis 1988 absolvierte er über 900 Konzerte als Solist und mit Los que Iban Cantando. Er trat dabei sowohl im In- als auch im Ausland auf. Im Jahr 2000 gewann er im Rahmen des Karnevals unter anderem den Wettbewerb "Víctor Soliño" für das beste unveröffentlichte Lied des Jahres. 2001 gründete er die Escuela de Comedia Musical. Als Theatermusik-Produzent trat Trochón ebenfalls in Erscheinung und wurde in diesem Zusammenhang fünfmal für den Premio Florencio nominiert.

## Diskographie

### Als Solist
- Barbucha (Ayuí / Tacuabé a/e21, 1979)
- De canto, puño y letra (Ayuí / Tacuabé a/e41, 1983)
- Movimiento (Ayuí / Tacuabé a/m27k, 1985)
- La vueltas de los sueños (Ayuí / Tacuabé a/e51k, 1986)

### MitLos que Iban Cantando
- Los que Iban Cantando - Uno (Ayuí / Taccuabé a/e14, 1977)
- Los que Iban Cantando - Dos (Ayuí / Taccuabé a/e16, 1978)
- Juntos (Ayuí / Taccuabé a/e28, 1981)
- Enloquecidamente (Ayuí / Taccuabé a/e63k, 1987)